# Mihail al II-lea Amorianul

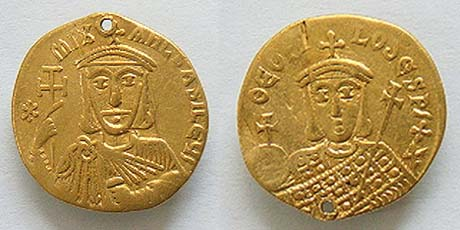
Mihail II și fiul său Theophil

Mihail al II-lea Amorianul (Bâlbâitul) (Mihailos Psellos/Traullos), (n. 770 d.Hr., Amorium⁠(d), Provincia Afyonkarahisar, Turcia – d. 2 octombrie 829 d.Hr., Constantinopol, Imperiul Roman de Răsărit) a fost împărat bizantin între 820 și 829.
Mihail s-a născut în Amorion, Frigia, într-o familie de soldați de origine iudeo-creștină, dintr-o sectă din Cappadocia. Mihail și-a început cariera ca simplu soldat, dar cu timpul a devenit general. În 803, Mihail s-a revoltat, împreună cu Leon al V-lea Armeanul, împotriva lui Nicefor I. În 813, când Leon Armeanul a devenit împărat, Mihail a crescut și mai mult în ochii curții. Însă în 820, de ajunul Crăciunului, Leon al V-lea îl acuză de conspirație și îl arestează, dar Mihail scapă și în noaptea Crăciunului, în Hagia Sofia, Mihail al II-lea îl asasinează pe Leon al V-lea, devenind imediat împărat.
Pe 26 decembrie 820 a fost încoronat împărat de către patriarhul Teodot I. Pe plan religios, Mihail al II-lea a fost tolerant față de iconoclaști, dar și față de iconoduli, aducând din exil multe fețe bisericești, cum ar fi fostul patriarh Nichifor I sau Teodor Studitul.
Ascensiunea lui Mihail al II-lea a atras ura unui alt general, Toma Slavul, care în 821 se declară împărat în Anatolia, apoi trece în Tracia și Rumelia și începe asediul Constantinopolelui. Toma s-a aliat cu Califatul Abbasid și a fost încoronat de patriarhul Antiohiei. Cu ajutorul lui Omurtag al Bulgariei - fiul lui Krum, fostul dușman al imperiului - Mihail II a reușit să înfrângă revolta lui Toma Slavul, în 825, deși Toma fusese ucis în 823. Însă Mihail II a fost incapabil să facă față și cuceririi arabe a Cretei din 824, recucerită în 826 și a Siciliei din 827, recucerită în 829.
Când Thelka, soția sa, a murit în 823, Mihail al II-lea s-a căsătorit cu Eufrosina, fiica defunctului Constantin al VI-lea, legându-se astfel de o fostă familie imperială. Căsătoria aceasta a adus furia clericilor, Eufrosina fiind nevoită să devină călugăriță. Mihail al II-lea a murit liniștit pe 2 octombrie 829.
Cu soția sa, Thekla, fiica fostului său superior, Bardas Tourkos, Mihail al II-lea a avut un fiu:
- Theophil, împărat 829 - 842

1. ↑  Michael II, Find a Grave